# Caxalli
Caxalli är en ort i Mexiko.   Den ligger i kommunen Coyomeapan och delstaten Puebla, i den sydöstra delen av landet, 260 km sydost om huvudstaden Mexico City. Caxalli ligger 2 509 meter över havet och antalet invånare är 194.
Terrängen runt Caxalli är kuperad åt sydväst, men åt nordost är den bergig. Caxalli ligger uppe på en höjd. Runt Caxalli är det ganska tätbefolkat, med 72 invånare per kvadratkilometer. Närmaste större samhälle är Teotitlán de Flores Magón, 19,8 km sydväst om Caxalli. I omgivningarna runt Caxalli växer i huvudsak blandskog.